# Matthew Settle

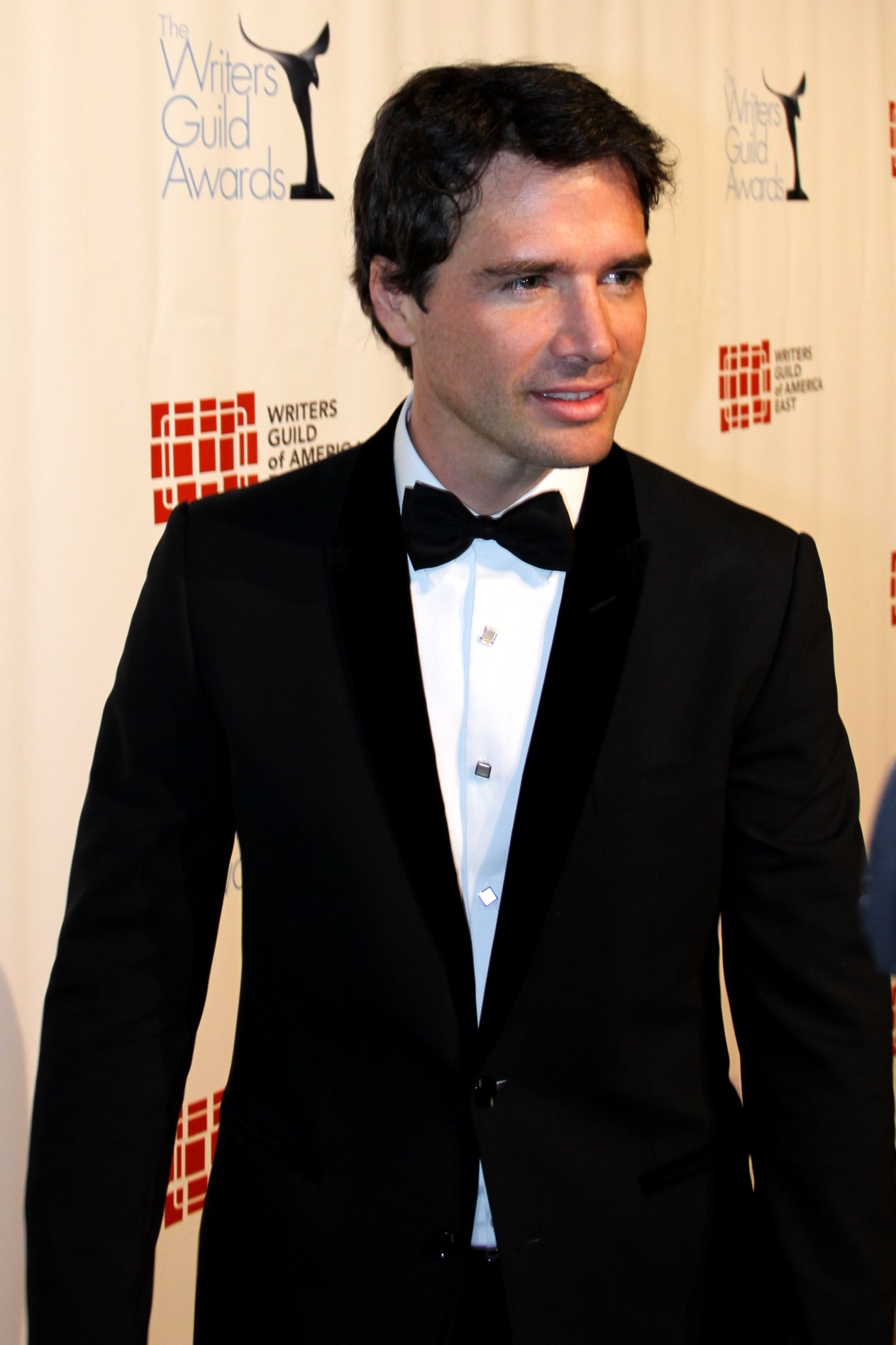
Matthew Settle (2011)

Matthew Settle (* 17. September 1969 in Hickory, North Carolina) ist ein US-amerikanischer Schauspieler. Bekannt wurde er unter anderem durch die Rolle als Rufus Humphrey in der Serie Gossip Girl.
Zusammen mit seiner Ehefrau Naama Nativ hat er eine Tochter.

## Filmografie (Auswahl)
- 1997: Justice League of America
- 1998: Ich weiß noch immer, was du letzten Sommer getan hast (I Still Know What You Did Last Summer)
- 1999: Meyer Lansky – Amerikanisches Roulette (Lansky)
- 2000: U-571
- 2000: Die eiskalte Clique (The In Crowd)
- 2001: Band of Brothers – Wir waren wie Brüder (Band of Brothers, Miniserie, 6 Folgen)
- 2002: Emergency Room – Die Notaufnahme (ER, Fernsehserie, 5 Folgen)
- 2002: Die göttlichen Geheimnisse der Ya-Ya-Schwestern (Divine Secrets of the Ya-Ya Sisterhood)
- 2003: Practice – Die Anwälte (Fernsehserie, 3 Folgen)
- 2003: CSI: Miami (Fernsehserie, Folge 2x04)
- 2004: Rancid
- 2005: Into the West – In den Westen (Into the West, Fernsehserie, 3 Folgen)
- 2005: Mutig in die neuen Zeiten – Im Reich der Reblaus
- 2005: Law & Order: Special Victims Unit (Fernsehserie, Folge 7x10)
- 2006: Die Prophezeiungen von Celestine (The Celestine Prophecy)
- 2006: Brothers & Sisters (Fernsehserie, 5 Folgen)
- 2007: Nora Roberts – Tödliche Flammen
- 2007: The Wedding Bells (Fernsehserie, 2 Folgen)
- 2007: Beneath
- 2007–2012: Gossip Girl (Fernsehserie, 121 Folgen)
- 2008: The Express
- 2012: So Undercover
- 2013: A Sister’s Nightmare (Fernsehfilm)
- 2014: Ouija – Spiel nicht mit dem Teufel (Ouija)
- 2014: Paper Angels (Fernsehfilm)
- 2015: Marshall the Miracle Dog
- 2016: Criminal Minds: Beyond Borders (Fernsehserie, Folge 1x08)